# Bobby Henderson
Bobby Henderson (Roseburg, Oregon, 18. srpnja 1980.), američki fizičar, pisac i tvorac pastafarizma. Svojom knjigom Evanđelje po Letećem Špagetnom Čudovištu izdanom 2006. stvorio je parodijsku religiju, koju su s njezinim centralnim motivom Letećim Špagetnim Čudovištem nastavili mnogi sljedbenici. Parodijska religija nastala je kao odgovor na odluku Odbora za obrazovanje Države Kansasa da se dopusti poučavanje teorije inteligentnog dizajna zajedno s teorijom evolucije.

## Biografija
Bobby Henderson rođen je u Roseburgu u Oregonu 18. srpnja 1980. kao sin Roda i Linde Henderson. Rozeburšku srednju školu završio je 1999. godine poslije čega je upisao studij fizike na Oregonskom državnom sveučilištu na kojem je 2003. stekao naslov prvostupnika.
U lipnju 2005. Henderson je objavio otvoreno pismo u kojem se pitao zašto bi američke škole poučavale samo teocentričnu doktrinu o porijeklu svemira (onakvu kakvu kazuje Biblija). Stoga je službeno zatražio da pastafarizam dobije isti tretman kao i »logička konjektura zasnovana na nadmoćno vidljivu dokazu« (tj. teorija evolucije) i inteligentni dizajn (tj. ideja da je svemir stvorio bog). Ovo je izazvalo golemu strku na internetu, koja je stekla veliku pozornost u mnogim medijima širom svijeta što je imalo za posljedicu stvaranje raznih Pastafarističkih crkava u raznim zemljama. Tako je u kolovozu 2005. njegov njemački pandan, politolog i filozof Jörg Steinhaus, osnovao Prvu ujedinjenu crkvu Letećeg Špagetnog Čudovišta u Njemačkoj (njem. Erste Vereinigte Kirche des Fliegenden Spaghettimonsters in Deutschland). Henderson je poslije napisao i Evanđelje po Letećem Špagetnom Čudovištu.

## Djela
- Gospel of the Flying Spaghetti Monster, Harper Collins Publishers (7. kolovoza 2006.), ISBN 978-0007231607[2]

## Vanjske poveznice
- venganza.org – službeno mrežno mjesto pastafarizma